# Dacoderus steineri
Dacoderus steineri es una especie de coleóptero de la familia Salpingidae.

## Distribución geográfica
Habita en Texas (Estados Unidos).